# Bieliniec
Bieliniec – wieś w Polsce położona w województwie podkarpackim, w powiecie niżańskim, w gminie Ulanów.
| SIMC    | Nazwa         | Rodzaj     |
| ------- | ------------- | ---------- |
| 0808920 | Kępa Rudnicka | przysiółek |

W latach 1975–1998 miejscowość administracyjnie należała do województwa tarnobrzeskiego. Pierwsze wzmianki o Bielińcu pochodzą z XV wieku, kiedy to na terenie wsi powstały pierwsze zagrody chłopskie. W czasie drugiej wojny światowej działało we miejscowości kilkunastu partyzantów, którzy czynnie walczyli z okupantem. Ich pamięci został postawiony pomnik w centrum wsi. Obecnie Bieliniec zamieszkuje około 450 mieszkańców.
1 stycznia 1992 do Bielińca włączono Kępę Rudnicką z Rudnika.
W miejscowości działa Ludowy Zespół Sportowy "Jaruga" Bieliniec, na co dzień występujących w klasie B okręgu stalowowolskiego.
Od kilkunastu lat Bieliniec posiada rzymskokatolicką kaplicę pw. Matki Kościoła należącą do parafii św. Wojciecha w Bielinach.

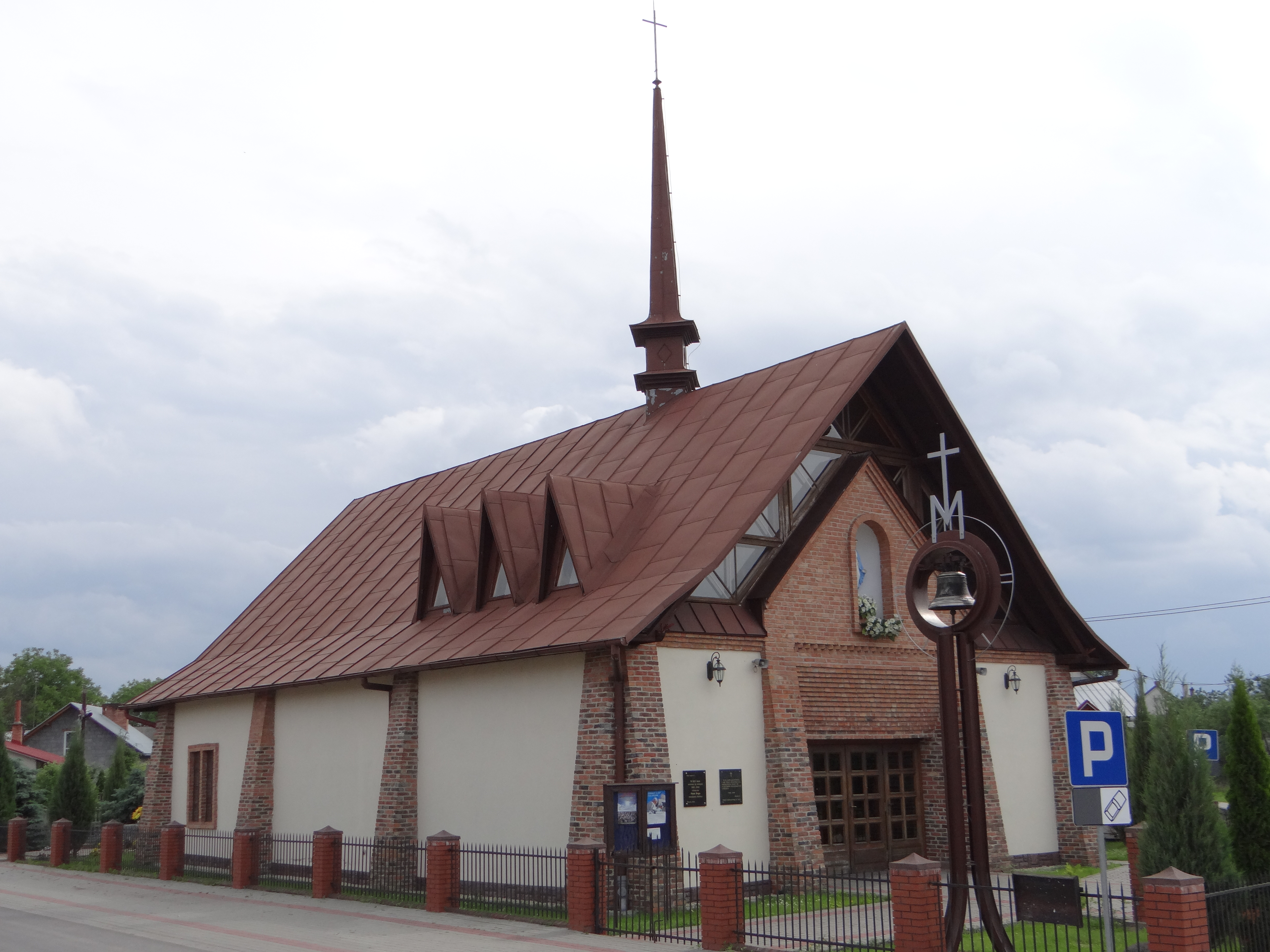
Kaplica pw. Matki Kościoła w Bielińcu, 2012